# Ošklivka Katka
Ošklivka Katka je český televizní seriál televize Prima, který představuje české zpracování známé kolumbijské telenovely Ošklivka Betty. Vypráví o velmi důvtipné, ale špatně oblékané a upravované asistentce ředitele v pražské módní firmě. Titulní roli hrála Kateřina Janečková. První díl byl odvysílán 3. března 2008 a další následovaly vždy po dvou týdně. Od 27. října téhož roku Prima uváděla seriál už jen jedenkrát týdně. V dubnu 2009 televize seriál ukončila po 73 odvysílaných dílech.

## Postavy a obsazení
| Kateřina Janečková | Kateřina Bertoldová („ošklivka“ Katka), sekretářka a asistentka Tomáše Meduny                                     |
| Lukáš Hejlík       | Tomáš Meduna, prezident společnosti KM Styl                                                                       |
| Václav Vydra       | František Bertold, otec Katky                                                                                     |
| Jana Boušková      | Zuzana Bertoldová, matka Katky                                                                                    |
| Ladislav Frej      | Robert Meduna, otec Tomáše                                                                                        |
| Olga Lounová       | Patricie Vytisková, sekretářka Tomáše Meduny, sokyně Katky (v práci, nikoli v lásce) a nejlepší kamarádka Marcely |
| Veronika Žilková   | Kristýna Konečná, akcionářka společnosti                                                                          |
| Jana Švandová      | Jana Medunová, matka Tomáše                                                                                       |
| Lumír Olšovský     | Hugo „Pipinka“ Wagner, výstřední módní návrhář                                                                    |
| Ladislav Županič   | Petr Novotný, personální šéf                                                                                      |

## Přijetí
Průměrná sledovanost za období od 25. srpna do 22. října 2008 byla dle údajů televize Prima 669 tisíc diváků, což činilo asi 18% podíl ze všech diváků. Finální 73. díl v 20. dubna 2009 s přeměnou ošklivky v krásku sledovalo rekordních téměř 1,4 milionu diváků. Avšak právě nízká sledovanost byla důvodem k předčasnému ukončení seriálu. Předběžně bylo ohlašováno pro první řadu 50 až 90 dílů a pokračování druhou řadou v případě úspěchu.
Seriál je na filmových a televizních serverech hodnocen jako spíše slabší až velmi špatný (aktuální k 22. září 2014):
- Česko-Slovenská filmová databáze: 10 %, 44. nejhorší seriál [7]
- SerialZone: 25,3 % [8]
- Filmová databáze: 32,7 % [9]
- Internet Movie Database: 2,8/10 [10]

## Ošklivky ve světě
Původní seriál Yo soy Betty, la fea (anglicky Ugly Betty) byl vyroben společností RCN Television S. A., měl 335 dílů a byl natočen podle scénáře, který napsal Fernando Gaitan Salom. Přestože je seriál označován za telenovelu, resp. romantický seriál, už původní seriál byl spíše než romantickou telenovelou komediální parodií na jihoamerické telenovely a v tomto duchu prezentovala českou adaptaci seriálu i Prima.
Obdoby Ošklivky Betty nemají jen v Kolumbii nebo v Česku, ale i v Indii (ta koupila licenci jako první), v Rusku, Izraeli, Německu, USA, Chorvatsku, Španělsku, Belgii, Turecku[zdroj?] nebo v Polsku.